# Familia Torres
La familia Torres fue una acaudalada familia de La Muela que durante los siglo XVIII y XIX alcanzó relevancia por su participación política y militar.
El primer miembro famoso de la familia fue el hidalgo Diego de Torres Ximeno, casado con María de Monreal con la que tuvo cuatro hijos. Asentados en La Muela desde 1600, procedentes de la Venta de la Romera (Épila), la familia poseía el palacio de los Torres que hoy es sede del ayuntamiento de la localidad y aún lleva sus armas. En 1742 Diego consta como alcalde de La Muela.
El más famoso de sus hijos fue Jerónimo de Torres Monreal que en 1766 propuso al capitán general de Aragón la creación de una milicia para mantener el orden en las zonas rurales, la Compañía Suelta de Aragón. Financiada por los Torres, su mando fue ejercido por la familia. Su hermano Clemente fue oficial en la unidad.
A Jerónimo le sucedieron en el mando de la compañía su hijo con Jerónima Gimeno y Torres, Antonio de Torres Gimeno (1751-1832). Cuando el 24 de mayo de 1808 se extendió la sublevación antifrancesa en Zaragoza y se produjo un asalto a la Aljafería, los Torres intervinieron personalmente para que el capitán general Jorge Juan Guillelmi pudiera abandonar sano y salvo la fortaleza. Bajo su sucesor, José de Palafox, Antonio combatió en Tudela, Mallén y Alagón y posteriormente se distinguió en los sitios de Zaragoza en los combates en la Casa Blanca. Su hermano Jerónimo de Torres Gimeno (?-1828) participó en la batalla de Épila y en Zaragoza. Son por ello llamados por autores como José Gómez de Arteche  los "ilustres Torres" e incluidos en la recopilación de heroicos defensores de Mario de la Sala Valdés y García-Sala
Durante el reinado de Fernando VII, consta la filiación constitucionalista de Antonio pues costeó un homenaje a la constitución que les hizo caer en el desfavor real pese a sus servicios militares. Casado con Bruna Cánovas y Naura, dejó una hija que legó la casa familiar a la beneficencia. Su hermano Jerónimo dejó descendencia de su matrimonio con Luisa Cotored y Guzmán.